# 上田麗奈のひみつばこ
『上田麗奈のひみつばこ』（うえだれいなのひみつばこ）は、2020年3月31日から配信されている、声優の上田麗奈が初めて単独パーソナリティを務めるインターネットラジオ番組。タイトルは寄木細工の一種である秘密箱に由来する。
番組開始から2025年3月27日まで超!A&G+にて配信されていたが、超!A&G+のサービス終了に伴い、2025年4月3日より配信媒体をQloveR「超!A&G+チャンネル」に移行した。文化放送地上波でも2025年4月4日よりQloveRのリピート放送として放送され、このリピート放送はラジオ大阪にも同時ネットされる。また、QloveRでは番組チャンネルも開設され、チャンネル会員向けに番組アーカイブのほか、隔週にはアフタートークも公開される。

## 配信・放送時間
QloveR
- 超!A&G+チャンネル（本配信）
  - 2025年4月3日 - 
    - 木曜22:00 - 22:30
- 番組チャンネル（アーカイブ・アフタートーク）
  - 2025年4月4日 - 
    - アーカイブと隔週でアフタートークを公開

文化放送（地上波）
- 2025年4月4日 - 
  - 金曜 3:00 - 3:30（木曜深夜）

ラジオ大阪
- 2025年4月4日 - 
  - 金曜 3:00 - 3:30（木曜深夜）

超!A&G+
- 2020年3月31日 - 2022年3月22日
  - 火曜21:30 - 22:00（本配信）
  - 水曜 9:30 - 10:00、日曜 9:30 - 10:00（リピート配信）
- 2022年3月31日 - 2023年3月30日
  - 木曜23:30 - 24:00（本配信）
  - 金曜11:30 - 12:00、日曜 9:30 - 10:00（リピート配信）
- 2023年4月6日 - 2025年3月27日
  - 木曜23:30 - 24:00（本配信）
  - 金曜19:00 - 19:30（リピート配信、 - 2023年6月30日）
  - 月曜17:00 - 17:30（リピート配信、2023年7月3日 - ）

## コーナー
オープニングトーク、曲紹介（上田歌唱のものが多いが、アーティスト活動をする他の声優の曲が紹介されることもある）、おたよりの紹介（それから派生したテーマトーク）、コーナーといった番組構成である。
ひみつばこのなかみはなんだろな
一言質問や一言メッセージといった「皆様からのおたより」が入った「ひみつばこ」から、くじ引き方式でおたよりを上田本人が引いて、それに答えるコーナー。毎回のタイトルコールは、上田本人がオリジナルメロディを考えたもの。
コラッ
リスナーが上田に怒ってもらいたいことをお便りにして送り、怒ったり怒らなかったりするコーナー（ただし、基本「叱る」方向で話が進むものの、叱ることを躊躇う上田が葛藤・悶絶する場面も多々見られる）。
だじゃしゃま!
リスナーから送られたダジャレを上田が判定するコーナー。10段階評価の他に「イライラします!」などがある。

### 終了したコーナー
あなたとEmaparhy
リスナーから送られた「イメージ」「感情」「感想」をヒントに、リスナーの思い描くものを上田が当てるというクイズコーナー。
旅のリテラチュア
リスナーから送られた、旅の思い出を文学的に表現した文章を上田が朗読し、みんなで旅に行った気分を味わおうというコーナー。

## ゲスト
- 第62回・第63回（2021年6月1日・8日） - 田中美海[7][8]
- 第70回（2021年7月27日） - ChouCho[9]
- 第95回（2022年1月18日） - リゼ・ヘルエスタ[10]
- 第108回（2022年4月21日） - Lynn[11]
- 第246回・第247回（2024年12月12日・19日） - 種崎敦美[12][13]